# Carlos Graça
Carlos Alberto Monteiro Dias da Graça (22 dicembre 1931 – Lisbona, 17 aprile 2013) è stato un politico saotomense.
È stato Primo ministro di São Tomé e Príncipe dall'ottobre 1994 al dicembre 1995, eccezion fatta per alcuni giorni nell'agosto 1995 in cui la carica è stata vacante a causa di un colpo di Stato.
Dal 1988 al 1990 ha ricoperto la carica di Ministro degli esteri.